# Reuntang
Reuntang is een bestuurslaag in het regentschap Aceh Jaya van de provincie Atjeh, Indonesië. Reuntang telt 397 inwoners (volkstelling 2010).